# Blackwater Park (banda)
Blackwater Park foi uma banda de rock progressivo de Berlim, Alemanha, com um vocalista inglês. A banda lançou apenas um álbum, Dirt Box, que contém em seu set list um cover da canção For No One do The Beatles. O álbum foi originalmente lançado em 1971.

## Formação
- Richard Routledge (vocalista, guitarra)
- Michael Fechner (guitarra)
- Andreas Scholz (baixo)
- Norbert Kagelmann (bateria)[1]
- Wolfgang Rumler (guitarra)

## Discografia

### Dirt Box(1971)
1. "Mental Block" - 3:18
2. "Roundabout" - 5:27
3. "One's Life" - 3:09
4. "Indian Summer" - 6:16
5. "Dirty Face" - 4:30
6. "Rock Song" - 8:46
7. "For No One" - 3:29 (Lennon/McCartney)

(Todas as músicas são de crédito de Blackwater Park, menos a citada)